# William Costes
William Costes (Clermont-Ferrand, 1º luglio 1972) è un pilota motociclistico francese ritiratosi dall'attività agonistica.
Vincitore del Thunderbike Trophy nel 1996.

## Carriera
La sua attività nel campo del motociclismo sportivo è iniziata nel motocross dove ha gareggiato da1 10 ai 16 anni, per poi passare nel 1989 alle corse di velocità in pista.
Nel 1991 ha iniziato a partecipare al campionato nazionale francese e a quello europeo (dove chiude quindicesimo nel 1992) a bordo di una Yamaha mentre è del 1995 il suo debutto nella competizioni dedicate alle Supersport e a quelle dell'endurance; quest'ultima categoria è quella che l'ha visto gareggiare per molti anni, in sella a moto diverse.
Nel 1996 vince con una Honda il Thunderbike Trophy (categoria antesignana del campionato mondiale Supersport inserita nel contesto delle gare del motomondiale). Sempre nel 1996 si è presentato, quale wild card, nella classe 500 al Gran Premio motociclistico di Francia in sella ad una Elf 500, senza riuscire però a prendere il via. 
Si sposta nella classe 250 del motomondiale nel 1997 con una Honda del team Chesterfield Elf Tech 3, classificandosi 20º al termine della stagione. L'anno successivo termina 30º, sempre nella stessa classe con la stessa moto. Nel biennio 1999-2000, sempre con Honda, è pilota titolare nel mondiale Supersport con discreti piazzamenti ed un podio.
Nel suo palmarès vi sono anche la vittoria nel 2004 del campionato mondiale Endurance e del Bol d'Or nel 1996, oltre ad altre affermazioni nella 24 Ore di Le Mans. Tra le sue altre attività anche quella di collaudatore di pneumatici per la Michelin che l'ha inserito nel suo team destinato alle gare di durata motociclistica.

## Risultati in gara

### Motomondiale
| 1996 | Classe             | Moto  |    |    |    |   |   |     |   |     |   |   |   |    |   |    |    | Punti | Pos. |
| ---- | ------------------ | ----- | -- | -- | -- | - | - | --- | - | --- | - | - | - | -- | - | -- | -- | ----- | ---- |
| 1996 | Thunderbike Trophy | Honda | NE | NE | NE | 1 | 2 | Rit | 2 | Rit | 1 | 2 | 1 | NE | 5 | NE | NE | 146   | 1º   |

| 1996 | Classe | Moto    |  |  |  |  |  |    |  |  |  |  |  |  |  |  |  | Punti | Pos. |
| ---- | ------ | ------- |  |  |  |  |  | -- |  |  |  |  |  |  |  |  |  | ----- | ---- |
| 1996 | 500    | Elf 500 |  |  |  |  |  | NP |  |  |  |  |  |  |  |  |  | 0     |      |

| 1997 | Classe | Moto  |     |     |    |    |    |   |   |    |    |     |     |     |     |    |     | Punti | Pos. |
| ---- | ------ | ----- | --- | --- | -- | -- | -- | - | - | -- | -- | --- | --- | --- | --- | -- | --- | ----- | ---- |
| 1997 | 250    | Honda | Rit | Rit | 19 | 17 | 13 | 9 | 7 | 12 | 20 | Rit | Rit | Rit | Rit | 17 | Rit | 23    | 20º  |

| 1998 | Classe | Moto  |    |     |    |    |     |     |    |    |     |  |  |  |  |  |  | Punti | Pos. |
| ---- | ------ | ----- | -- | --- | -- | -- | --- | --- | -- | -- | --- |  |  |  |  |  |  | ----- | ---- |
| 1998 | 250    | Honda | NP | Rit | 15 | 16 | Rit | Rit | 13 | 14 | Rit |  |  |  |  |  |  | 6     | 30º  |

| Legenda | 1º posto        | 2º posto            | 3º posto            | A punti      | Senza punti        | Grassetto – Pole position Corsivo – Giro più veloce |
| Legenda | Gara non valida | Non qual./Non part. | Ritirato/Non class. | Squalificato | '-' Dato non disp. | Grassetto – Pole position Corsivo – Giro più veloce |

### Campionato mondiale Supersport
| 1999 | Moto  |    |   |   |   |   |    |    |    |     |   |    | Punti | Pos. |
| ---- | ----- | -- | - | - | - | - | -- | -- | -- | --- | - | -- | ----- | ---- |
| 1999 | Honda | 10 | 5 | 8 | 6 | 3 | 12 | 10 | 12 | Rit | 9 | 15 | 73    | 10º  |

| 2000 | Moto  |     |    |     |    |     |    |    |     |    |    |    | Punti | Pos. |
| ---- | ----- | --- | -- | --- | -- | --- | -- | -- | --- | -- | -- | -- | ----- | ---- |
| 2000 | Honda | Rit | 17 | Rit | 19 | Rit | 13 | 12 | Rit | 12 | 14 | 21 | 13    | 25º  |

| Legenda | 1º posto        | 2º posto            | 3º posto           | A punti      | Senza punti        | Grassetto – Pole position Corsivo – Giro più veloce |
| Legenda | Gara non valida | Non qual./Non part. | Ritirato/Non class | Squalificato | '-' Dato non disp. | Grassetto – Pole position Corsivo – Giro più veloce |